# أكوسوا أدوما أوسو
أكوسوا أدوما أوسو (بالإنجليزية: Akosua Adoma Owusu)‏ (مواليد 1 يناير 1984)، هي مُخرجة ومُنتجة سينمائية أمريكية غانية.

## أعمالها
- دريكسيا (فيلم)

## وصلات خارجية
- أكوسوا أدوما أوسو على موقع IMDb (الإنجليزية)
- أكوسوا أدوما أوسو على موقع قاعدة بيانات الفيلم (الإنجليزية)
- أكوسوا أدوما أوسو على موقع كينوبويسك (الروسية)